# Erlenbach (Nidder)
Der Erlenbach, auch Büdesheimer Erlenbach genannt, ist ein ca. 2,5 km langer rechter und nördlicher Zufluss der Nidder auf der Gemarkung des Ortsteils Büdesheim der Gemeinde Schöneck im Main-Kinzig-Kreis in Hessen.

## Geographie

### Verlauf
Der Erlenbach entspringt nordwestlich von Büdesheim, fließt in einem Linksbogen vorwiegend durch offene Flur insgesamt südöstlich und mündet im Nordsaum des Dorfes von rechts in die Nidder.

### Zuflüsse
- Froschbach (rechts), 1,5 km

### Flusssystem Nidder
- Fließgewässer im Flusssystem Nidder

## Daten
Der Erlenbach hat ein Einzugsgebiet von 7,5 km² und sein Mittlerer Abfluss (MQ) beträgt 32,2 l/s.